# Ja, Ja, die Frau’n sind meine schwache Seite
Ja, Ja, die Frau’n sind meine schwache Seite ist eine deutsche Stummfilmkomödie aus dem Jahre 1929 von Edmund Heuberger mit Hans Albers in der Hauptrolle.

## Handlung
Der titelgebende Stoßseufzer „Ja, Ja, die Frau’n sind meine schwache Seite“ ist genau das, was dem überzeugten Lebemann und Faulenzer Baron Hans von Bingen eines Tages reichlich Probleme einbringt. Denn er interessiert sich überproportional mehr für das „schwache Geschlecht“ als für die Belange des väterlichen Geschäftes, was eines Tages dazu führt, dass der alte Baron seinen Filius an die Luft setzt. Dem Junior ist das gar nicht so unrecht, denn er sieht seine Zukunft sowieso eher als erprobter Liebhaber beim Film.
Hier macht er unter dem Pseudonym „Alberto“ rasch Karriere. Eines Tages sieht die junge, sympathische Lilly Bunk, Tochter von Bingen seniors Kompagnon, den Neustar auf der Leinwand und ist hellauf begeistert „Den will und werde ich eines Tages heiraten“ schwört sie ihren Freundinnen. Sie hat zunächst alle Hände voll zu tun, dass sich Hans nicht mehr länger nach den anderen Frauen umschaut, sondern nur noch Augen für sie hat. Und so macht sich Lilly bei Hans alias Alberto etwa damit unentbehrlich, in dem sie nächtens seine Socken stopft. Hans erkennt, was er an der braven Lilly hat und segelt mit ihr schließlich in den Ehehafen anstatt nach Hollywood abzudampfen.

## Produktionsnotizen
Gedreht im April 1929 im Berliner Jofa-Atelier, passierte Ja, Ja, die Frau’n sind meine schwache Seite die Zensur am 12. Juni desselben Jahres und wurde sechs Tage später in Berlins Titania-Palast uraufgeführt. Die Länge des mit Jugendverbot belegten Sechsakters betrug 2001 Meter.
Die Produktionsleitung übernahm Produzent Gustav Althoff, die Aufnahmeleitung Alfred Kern. Die Filmbauten gestalteten Gustav A. Knauer und Willy Schiller.
Hans Albers und der seinen Vater spielende Kollege Eugen Burg waren auch privat eng miteinander verbunden: Burg war der Vater der langjährigen Albers-Lebensgefährtin Hansi Burg.

## Kritiken
Ernst Jäger schrieb im Film-Kurier, schrieb: „Publikum sehr erfreut, viele Lacher (…) Das Filmmilieu wird mit stachelloser Ironie dargestellt: der Direktor, der die Wechsel platzen läßt, während er mit seiner Schönen eine dringende Konferenz besorgt; allerlei Atelier-Unfug. (…) Die Frauen sind die schwächere Seiten des Films, den die Regie Edmund Heubergers ansprechend zusammenstellt. Georgia Lind verdirbt nichts. Mary Parker steht mit anmutigem Augenaufschlag in ihren Szenen.“
Hanns Horkheimer befand im Berliner Tageblatt über Hans Albers‘ Mimenkunst: „Der Bonvivant eines gefälligen Konversationsstückes ist er nicht, ein Manko, das in allzuvielen Großaufnahmen unterstrichen wird, in denen er grassierend monoton wirkt. Auch die niedliche Georgia Lind erscheint trotz Mienen-Zappelei reichlich monoton. Diese Stellen sind durch einige nette Einfälle des Manuskripts belebt, die der Autor gegen Schluß aber immer weniger zu komponieren vermag. Ja, ja, die Manuskripte sind ihre schwache Seite.“
Siegfried Kracauer meinte in der Frankfurter Zeitung: Hans Albers spielt „das Kußgenie, den Abgott der Mädchen. Aber seine Unwiderstehlichkeit besteht nur in Unausstehlichkeit. Wenn man ihn das Monokel einklemmen und Umarmungen verabreichen sieht, bittet man Harry Liedtke im stillen manches Unrecht ab. (…) Es erübrigt sich, das Machwerk näher zu charakterisieren, das nicht nur läppisch ist, sondern auch von falschen Details strotzt.“